# Hugo Pineda
Hugo Alejandro Pineda Vargas (Tampico, Tamaulipas 10 de mayo de 1962) es un exfutbolista mexicano que jugó en la posición de portero. Es hijo del también portero mexicano Hugo Pineda.

## Trayectoria
Debutó con el Tampico-Madero en la temporada 83-84. En la 90-91 pasó a los Leones Negros de la U. de G. y la 92-93 la jugó con los Correcaminos de la UAT. Para la temporada 93-94 regresó con la U. de G. En la 94-95 fue vendido a los Potros de Hierro del Atlante y para la 95-96 pasó a los Toros del Atlético Celaya. En el Invierno 96 fue contratado por las Águilas del América, equipo en el que jugó muy poco. Para el Invierno 99 fue cambiado a los Rayos de Necaxa, donde fue portero titular. Jugó con los Rayos el Mundial de Clubes celebrado en Brasil. Para el Invierno 2000 regresó al América y durante algunas jornadas le quitó el puesto titular a Adolfo Ríos.

### Clubes
| Club                       | País          | Año           | Partidos |
| -------------------------- | ------------- | ------------- | -------- |
| Tampico Madero FC          | México        | 1983 - 1990   | 122      |
| Universidad de Guadalajara | México        | 1991 - 1992   | 76       |
| Correcaminos de la UAT     | México        | 1992 - 1993   | 21       |
| Universidad de Guadalajara | México        | 1993 - 1994   | 26       |
| Club de Fútbol Atlante     | México        | 1994 - 1995   | 35       |
| Atlético Celaya            | México        | 1995 - 1996   | 36       |
| Club América               | México        | 1996 - 1999   | 43       |
| Club Necaxa                | México        | 1999 - 2000   | 35       |
| Club América               | México        | 2000 - 2002   | 18       |
| San Luis Fútbol Club       | México        | 2002 - 2003   | 26       |
| Total carrera              | Total carrera | Total carrera | 438      |

## Selección nacional

### Categorías menores
Participaciones en Copas del Mundo
| Mundial                                | Sede   | Resultado    |
| -------------------------------------- | ------ | ------------ |
| Copa Mundial de Fútbol Juvenil de 1983 | México | Primera fase |

### Absoluta

#### Participaciones en fases finales
| Competición       | Categoría | Sede           | Resultado    | Partidos | Goles |
| ----------------- | --------- | -------------- | ------------ | -------- | ----- |
| Copa NAFC 1990    | Absoluta  | Canadá         | Subcampeón   | 2        | -2    |
| Copa NAFC 1991    | Absoluta  | Estados Unidos | Campeón      | 2        | -2    |
| Copa América 1997 | Absoluta  | Bolivia        | Tercer lugar | 1        | -1    |
| Total             | –         | –              | –            | 5        | -5    |

Partidos internacionales
| #  | Fecha                 | Rival          | Sede        | Estadio            | Resultado | Competición              |
| -- | --------------------- | -------------- | ----------- | ------------------ | --------- | ------------------------ |
| 1  | 17 de enero de 1987   | El Salvador    | Los Ángeles | Memorial Coliseum  | 3-1       | Amistoso                 |
| 2  | 17 de marzo de 1987   | China          | León        | Estadio León       | 3-2       | Amistoso                 |
| 3  | 29 de marzo de 1987   | Bahamas        | Nasáu       | Thomas Robinson    | 0-3       | Amistoso                 |
| 4  | 1 de abril de 1987    | Bermudas       | Hamilton    | Bermuda Ath. ASS.  | 2-1       | Amistoso                 |
| 5  | 30 de junio de 1987   | Bahamas        | Toluca      | Nemesio Diez       | 13-0      | Amistoso                 |
| 6  | 10 de agosto de 1989  | Corea del Sur  | Los Ángeles | Memorial Coliseum  | 4-2       | Amistoso                 |
| 7  | 20 de marzo de 1990   | Uruguay        | Los Ángeles | Memorial Coliseum  | 2-1       | Amistoso                 |
| 8  | 10 de mayo de 1990    | Estados Unidos | Burnaby     | Estadio Swangard   | 1-0       | Copa Norteamericana 1990 |
| 9  | 13 de mayo de 1990    | Canadá         | Burnaby     | Estadio Swangard   | 2-1       | Copa Norteamericana 1990 |
| 10 | 29 de enero de 1991   | Colombia       | León        | Nou Camp           | 0-0       | Amistoso                 |
| 11 | 12 de marzo de 1991   | Estados Unidos | Los Ángeles | Memorial Coliseum  | 2-2       | Copa NAFC 1991           |
| 12 | 14 de marzo de 1991   | Canadá         | Los Ángeles | Memorial Coliseum  | 3-0       | Copa NAFC 1991           |
| 13 | 9 de abril de 1991    | Chile          | Veracruz    | Luis Pirata Fuente | 1-0       | Amistoso                 |
| 14 | 7 de mayo de 1991     | Uruguay        | Los Ángeles | Memorial Coliseum  | 0-2       | Amistoso                 |
| 15 | 29 de marzo de 1995   | Chile          | Los Ángeles | Memorial Coliseum  | 1-2       | Amistoso                 |
| 16 | 19 de febrero de 1997 | Guatemala      | Dallas      | Estadio Bulldog    | 1-1       | Amistoso                 |
| 17 | 29 de marzo de 1997   | Inglaterra     | Londres     | Wembley            | 0-2       | Amistoso                 |
| 18 | 13 de junio de 1997   | Colombia       | Santa Cruz  | El Tahuichi        | 2-1       | Copa América 1997        |

## Palmarés

### Campeonatos nacionales
| Título           | Club         | País   | Año  |
| ---------------- | ------------ | ------ | ---- |
| Primera División | Club América | México | 2002 |

### Campeonatos internacionales
| Título    | Club                | País           | Año  |
| --------- | ------------------- | -------------- | ---- |
| Copa NAFC | Selección de México | Estados Unidos | 1991 |